# Fondamentalisme chrétien et théories du complot
Le fondamentalisme chrétien et les théories du complot est un mouvement du fondamentalisme chrétien.

## Histoire
En 1991, dans le livre The New World Order, le télévangéliste américain évangélique charismatique Pat Robertson affirmait qu'une conspiration existait dans le monde, dirigée par la franc-maçonnerie et les Illuminati, en collaboration avec des banquiers juifs . Un des sujets récurrents des complotistes fondamentalistes chrétiens est l’accusation des personnes homosexuelles d’un agenda gay et d’être responsables des problèmes sociaux . Le mouvement conspirationniste QAnon apparu en 2017 a trouvé un public fidèle chez les fondamentalistes chrétiens particulièrement préoccupés par la recherche de signes de la fin des temps ,,
.
L’adhésion aux théories du complot est particulièrement importante dans les églises évangéliques fondamentalistes où les pasteurs enseignent ces théories. Toutefois, ce mouvement peut également trouver un auditoire auprès de chrétiens de différentes églises évangéliques, parfois en opposition avec leurs pasteurs qui rejettent officiellement ces théories. Le pasteur américain Jon Thorngate explique ce phénomène par la méfiance de l’expertise, qui incite plusieurs citoyens à contester les figures d’autorité établies, que ce soit les Églises ou les grands médias. Selon un sondage publié en en 2018 par BGC, 46 % des évangéliques croyaient que les médias grand public diffusaient de fausses informations. Si les théories du complot rencontrent un certain succès auprès de chrétiens évangéliques, c’est surtout lié à l’emballage chrétien des messages, soit des versets bibliques. Or en étudiant en profondeur ces messages, il s’agit de contenus provenant de différents mouvements religieux, comme la Santeria.
Une étude de 2022 auprès de catholiques romains polonais a démontré qu’il y avait une corrélation positive entre le fondamentalisme et les croyances de désinformation sur la pandémie de Covid-19.